# 212. Infanterie-Division
212. Infanterie-Division (1939) eller 212. Volksgrenadier Division (1944), var en tysk infanteridivision under andra världskriget som bildades i augusti 1939 i Tyskland där den stannade till mars 1941 då den flyttades västerut för att fungera som en kustskyddsenhet mot Engelska kanalen i tre månader.
I november 1941 förflyttades divisionen till Armégrupp Nord på östfronten längs Volkhov-fronten nära Leningrad. Divisionen stannade med Armégrupp Nord fram till 1944, då armégruppen hade dragit sig tillbaka mot Litauen och divisionen överfördes till Armégrupp Mitte. Divisionen utplånades vid Armégrupp Mitte någon gång i augusti eller september 1944. Divisionens överlevande blev direkt insatta i 578. Volksgrenadier Division, som bytte namn till 212. Volksgrenadier Division nästan genast efter den bildats. Divisionen behöll många erfarna officerare, och många ersättare av hög kvalitet anlände från Bayern. Den nu återuppbyggda divisionen flyttades västerut för att delta i Ardenneroffensiven som del av LXXX. Armeekorps inom 7. Armee. Trots att divisionen var nu återuppbyggd till full styrka så led den av samma problem som de flesta andra så kallade "Volksgrenadier-divisioner", för lite kommunikationsutrustning och enheterna hade inga infanterikanonvagnar. Divisionen hade endast fyra av dess tjugoåtta tillåtna vid den 16 december 1944. General der Panzertruppe Erich Brandenberger som ledde den sjunde armén, ansåg att 212. Volksgrenadier Division var sin bästa enhet. Därför beordrades divisionen att skydda arméns södra flank. Divisionen slogs där mot amerikanernas fjärde infanteridivision.
Efter slutet av Ardenneroffensiven deltog 212. Volksgrenadier Division i flera defensiva strider i Rhenlandet, där divisionen gav upp mot amerikanerna mot slutet av kriget.